# Floricienta
Floricienta (conocida internacionalmente como Flinderella en países de habla inglesa) es una telenovela argentina producida por Cris Morena a través de RGB Entertainment, distribuida por Telefe Internacional y Dori Media Group,dirigida al público juvenil e infantil y emitida por Canal 13 desde el 15 de marzo de 2004 hasta el 2 de diciembre de 2005,contando con dos temporadas y que logró cosechar un enorme éxito en términos de audiencia, merchandising, banda sonora y giras musicales a nivel nacional e internacional. Protagonizada por Florencia Bertotti, Juan Gil Navarro y Fabio Di Tomaso con Isabel Macedo, Graciela Stéfani, Esteban Prol, Gerardo Chendo y Camila Bordonaba en los roles antagónicos; las actuaciones estelares de Benjamín Rojas y Lali Espósito y las primeras actrices Henny Trayles, Zulma Faiad, Hilda Bernard y Claudia Lapacó.
Está basada en La Cenicienta de Charles Perrault y tiene semejanzas con la película The Sound of Music. Fue rodada en San Isidro y Vicente López, en la Provincia de Buenos Aires y está ambientada en el barrio de Belgrano. Dado el fenómeno causado en Argentina, su final se grabó en el Hipódromo de San Isidro ante más de 30.000 espectadores.
Floricienta se convirtió en el mayor éxito en la historia de la productora Cris Morena, además de ser la más vista, superando a otras telenovelas de su creación como Chiquititas, Rebelde Way y Casi ángeles, entre otras. Floricienta fue junto con Rebelde (adaptación mexicana de Rebelde Way) el mayor espectáculo latino orientado a la juventud entre 2004 y mediados de 2007.Asimismo, influyó notablemente en la cultura popular.De hecho, tuvo cinco adaptaciones realizadas en Chile, Colombia, Brasil, México y Portugal, las cuales tuvieron un considerable éxito en sus respectivos países.A nivel internacional, fue emitida en más de 40 países de América Latina, Europa y Oriente Medio, tuvo cuatro giras musicales, presentando un fenómeno global para niños y preadolescentes de diferentes partes del mundo.Su popularidad hizo que fuese emitida por televisión por cable a través de Disney Channel,y fue llevada con éxito en formato de musical a teatros de América Latina e Israel, superando el millón de espectadores.
Durante 2012, la telenovela volvió al aire en Telefe, liderando en audiencia durante su franja horaria. Debido al éxito televisivo de la reposición, se relanzaron los álbumes musicales de la primera y segunda temporada respectivamente en formato CD y digital, bajo licencia de Sony Music, el álbum de cromos de su primera temporada y una importante gama de merchandising a nivel nacional.Posteriormente, en 2020, Telefe repitió la telenovela, logrando nuevamente una alta audiencia.En 2023, se emitió en streaming para América Latina, en la plataforma HBO Max.

## Temporadas y episodios
| Temporada | Temporada | Episodios | Episodios | Argentina (Canal 13) | Argentina (Canal 13)    | América Latina (Disney Channel) | América Latina (Disney Channel) |
| Temporada | Temporada | Episodios | Episodios | Comienzo             | Final                   | Comienzo                        | Final                           |
| --------- | --------- | --------- | --------- | -------------------- | ----------------------- | ------------------------------- | ------------------------------- |
|           | 1         | 175       | 175       | 15 de marzo de 2004  | 19 de noviembre de 2004 | 6 de diciembre de 2004          | 30 de mayo de 2005              |
|           | 2         | 186       | 186       | 14 de marzo de 2005  | 2 de diciembre de 2005  | 11 de julio de 2005             | 6 de septiembre de 2007         |

### Floricienta en el Teatro
Película-concierto de la obra teatral perteneciente a la gira Floricienta: en el Gran Rex, grabada el 8 de agosto de 2004 en el Teatro Gran Rex de Buenos Aires y lanzada exclusivamente para DVD. Está protagonizada principalmente por Florencia Bertotti, seguido de Juan Gil Navarro, Benjamín Rojas e Isabel Macedo y sigue una historia independiente a la versión producida para televisión.

### Floricienta: Princesa de la Terraza
Película-concierto de la gira Floricienta: Princesa de la Terraza Tour. El musical, grabado el 14 de julio de 2005 en el Teatro Gran Rex de Buenos Aires, fue lanzado en DVD el 7 de agosto de 2005 en Argentina y está protagonizado principalmente por Florencia Bertotti, seguido de Fabio Di Tomaso, Esteban Prol, Isabel Macedo y Benjamín Rojas, quienes interpretan un repertorio compuesto por canciones pertenecientes a la primera y segunda temporada de la telenovela, así como canciones inéditas.Al igual que su antecesora, el show narra una historia independiente a la versión televisiva, siguiendo la premisa del clásico cuento de hadas de La Cenicienta del francés Charles Perrault, siendo aclamada por la crítica argentina como un «auténtico éxito».El espectáculo fue estrenado en Directv el 22 de septiembre de 2005 en Argentina, Uruguay, Chile, Venezuela y Colombia,en Disney Channel Latinoamérica el 21 de septiembre de 2005,junto con los especiales Floricienta en el Gran Rex: el especial de tus sueños y Especial dónde tus sueños se hacen realidad,así como en las respectivas cadenas nacionales de Latinoamérica, Israel y algunos países de Europa. 

### Floricienta: El día de la boda
Especial televisivo realizado para despedir la serie en Argentina. Fue estrenado originalmente el 2 de diciembre de 2005 en Canal 13 y posteriormente fue estrenado en Disney Channel. Es el primer especial de la franquicia de telenovelas juveniles de Cris Morena en ser parte oficial de la historia del canon original, situado entre los capítulos 185 y 186 de la segunda temporada de Floricienta. El especial fue protagonizado principalmente por Florencia Bertotti y Fabio Di Tomaso, seguido del elenco protagónico y recurrente de ambas temporadas y fue transmitido en vivo en el Hipódromo de San Isidro ante más de 30.000 personas, marcando un récord histórico de audiencia en el país.

## Argumento

### Primera temporada

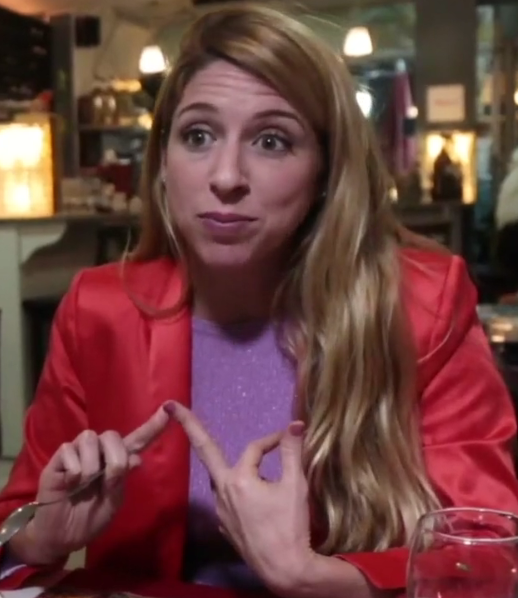
Florencia Bertotti la niñera o cenicienta de la casa en la telenovela.

Florencia Fazzarino (Florencia Bertotti) una chica huérfana que trata de subsistir y trabaja en una verdulería, dedicando el tiempo libre a sus amigos de una banda de música. Al irse la cantante, Florencia ocupa su lugar en el grupo y consiguen una actuación en la fiesta que organizan los hermanos Nicolás (Nicolás Maiques) y Maia Fritzenwalden (Paola Sallustro) en su mansión. Allí donde su destino se unirá para siempre al de esta familia.
Por su parte, Federico Fritzenwalden (Juan Gil Navarro), el hermano mayor de la familia, tiene que volver de Alemania, donde trabaja, para hacerse cargo, además de la empresa familiar, de sus cinco hermanos que han quedado huérfanos de padre y madre. Su llegada coincide con la fiesta que han organizado sus hermanos sin su consentimiento y allí donde se encuentra con Florencia entre la espuma y sin poder reconocerla. Pronto comenzarán los choques entre Federico, de educación estricta alemana, serio y responsable, con sus hermanos pequeños. Tras la fuga del menor, Tomás (Stéfano De Gregorio), quien se refugia en casa de Florencia, habrá una serie de malentendidos que acabarán llevando a Florencia a la mansión para trabajar como niñera. Allí donde se ganará el cariño de todos: niños, jóvenes, personal de servicio, amigos de la familia y el amor de Federico, pero también tendrá en contra a Malala (Graciela Stéfani) y su hija Delfina (Isabel Macedo) madrina y novia respectivamente de Federico, que se instalarán en la casa y le harán la vida imposible a Florencia, ocultándole un importante secreto: Florencia no es realmente hija de Fazzarino, sino de Alberto Santillán, el esposo muerto de Malala, padre de Delfina y su hermana Sofía (Ángeles Balbiani). Con el paso del tiempo, ella se entera de su verdadera identidad, pero Delfina aparenta no haberlo sabido nunca y Malala pone varias excusas, para evitar que reclame la herencia y ellas pierdan parte de la herencia. Florencia se enamora perdidamente de Federico. Al ser correspondida por él, empiezan un amor muy hermoso y secreto, el cual se vuelve imposible cuando la malvada Delfina le hace creer a Federico que está embarazada, luego, moribunda a causa de una gravísima enfermedad bajo una mentira avalada por un excompañero del colegio de Federico, el ginecólogo Claudio Bonilla (Gerardo Chendo) y por el verdadero esposo de Delfina, Lorenzo Mónaco (Esteban Prol), quien se hace pasar por un doctor chino para que crean que Delfina está enferma.
Florencia convence a Federico de casarse con Delfina para que viva lo más feliz posible antes de su muerte. Ellos se casan por civil, pero en el altar, Federico, quien previamente había descubierto todas las mentiras de Delfina, la humilla delante de todos al negarse a casarse con ella, llamándola "bruja guacha retorcida" y anunciando que ama a Flor. Ellos planean irse de viaje juntos pero su amor tiene un giro trágico tras la heroica muerte de Federico en un accidente en el que se interpuso para salvar la vida del Conde Máximo Augusto Calderón de la Hoya (Fabio Di Tomaso). De todos modos, Federico tendrá un breve tiempo dentro del cuerpo de Máximo, para despedirse de su gran, único, doloroso amor y dejar a sus hermanos a cargo del Conde, en lugar de Delfina. Así finaliza la temporada con el encuentro en la espuma de Florencia y el Conde, al igual como ocurrió cuando se conocieron ella y Federico. Finalmente, sucede cuando Federico abandona el cuerpo de Máximo para irse definitivamente al cielo.

### Segunda temporada
Después de la muerte de Federico (Juan Gil Navarro), Florencia (Florencia Bertotti) conoce al Conde en la espuma. Existe un video que Federico había grabado fallecido en dentro del cuerpo del Conde, diciendo que él estaba en Máximo (Fabio Di Tomaso) y Flor tenía que despertar su corazón dormido. Máximo siente que algo raro le sucede por el amor que tiene por Flor como si la conociera de otra vida. A esto se suma la habilidad para manejar helicópteros, el buen manejo del florete y el amor por la familia Fritzenwalden. 
Florencia y Máximo tendrán que sortear obstáculos para lograr vivir su historia de amor; empezando con la renuncia de ella a aceptar a un nuevo hombre en su corazón después de haber perdido a Federico, el amor de su vida. Por otro lado, Delfina (Isabel Macedo) quiere conquistar a Máximo para quedarse con su fortuna y ser Condesa de Krikoragán, por lo que Flor y Max tendrán que enfrentar situaciones como la supuesta donación de médula realizada por Delfina a Ana (Claudia Lapacó), madre de Máximo y la supuesta enfermedad con la que queda después de esta donación, entre otras cosas. 
Pero Máximo se enamora de Florencia y Delfina les pondrá una serie de obstáculos para impedir su felicidad y Florencia cobre la herencia de Santillán. También confundirá con estos obstáculos a Florencia, haciéndola sentir culpable de su relación con Máximo. Pero la fuerza del destino, las hadas y la magia de Florencia estarán junto a ellos. Al final, Flor cobra la herencia, Malala (Graciela Stéfani), Delfina y Bonilla (Gerardo Chendo) terminan en la cárcel por ocultar la verdad, falsificar un examen de ADN y el intento de asesinato hacia Flor cuando fueron un día de acampada. Florencia queda embarazada del Conde y nacen trillizos llamados Federico, Andrés y Margarita. Delfina secuestra a Margarita y se da cuenta de que ese bebé pudo haber sido suyo si no hubiese sido tan mala y no odiara a su esposo. Ella devuelve a Margarita terminando con su maldad y volviéndose buena. En el bautismo de los bebés pide perdón por sus maldades. Franco (Benjamín Rojas), al descubrir que es adoptado, vuelve con Olivia (Brenda Gandini) y se van a una gira de torneos de tenis al extranjero, pero tras pelear con Olivia vuelve a casa. Finalmente, ellos se reconcilian. Por último, Florencia y Máximo (quien renuncia a su título de Conde para poder contraer matrimonio con Flor) se casan en una lujosa boda filmada en vivo en el Hipódromo de San Isidro.

## Elenco y personajes
| Actor               | Personaje                                                  | Temporada             | Temporada             |
| Actor               | Personaje                                                  | 1.ª                   | 2.ª                   |
| ------------------- | ---------------------------------------------------------- | --------------------- | --------------------- |
| Florencia Bertotti  | Florencia Fazzarino Valente / Florencia Santillán Valente. | Protagonista          | Protagonista          |
| Juan Gil Navarro    | Federico "Freezer" Fritzenwalden.                          | Protagonista          |                       |
| Fabio Di Tomaso     | Máximo Augusto "El Conde" Calderón de la Hoya.             | Invitado              | Protagonista          |
| Benjamín Rojas      | Franco Fritzenwalden / Franco Calderón Guerrero.           | Principal             | Principal             |
| Isabel Macedo       | Delfina Santillán Torres Oviedo.                           | Antagonista Principal | Antagonista Principal |
| Isabel Macedo       | Rosa "Rosi" Violeta Torres Oviedo.                         |                       | Invitada              |
| Graciela Stéfani    | María Laura "Malala" Torres Oviedo.                        | Antagonista Principal | Antagonista Principal |
| Esteban Prol        | Lorenzo "Lolo" Mónaco.                                     | Recurrente            | Antagonista Principal |
| Henny Trayles       | Greta Van Beethoven.                                       | Principal             | Principal             |
| Stéfano De Gregorio | Tomás Fritzenwalden.                                       | Principal             | Principal             |
| Lali Espósito       | Roberta Espinosa                                           | Principal             | Principal             |
| Nicolás Maiques     | Nicolás Fritzenwalden.                                     | Principal             | Principal             |
| Nicolás Maiques     | Lautaro Suárez / Lautaro Fritzenwalden.                    |                       | Invitado              |
| Agustín Sierra      | Martín Fritzenwalden.                                      | Principal             | Principal             |
| Paola Sallustro     | Maia Fritzenwalden.                                        | Principal             | Principal             |
| Diego Child         | Danilo "Facha".                                            | Principal             | Principal             |
| Diego Mesaglio      | Damián "Bata" Medina Ramos.                                | Principal             | Principal             |
| Ángeles Balbiani    | Sofía Santillán Torres Oviedo.                             | Principal             | Principal             |
| Esteban Pérez       | Matías "Matute" Ripamonti.                                 | Principal             | Cameo                 |
| Zulma Faiad         | Teresa "Titina" Ramos.                                     | Principal             | Cameo                 |
| Laura Azcurra       | Amelia.                                                    | Recurrente            |                       |
| Muni Seligmann      | Clara Alcántara.                                           | Principal             | Cameo                 |
| Micaela Vázquez     | Renata "Nata".                                             | Principal             | Cameo                 |
| Hilda Bernard       | Nilda viuda de Santillán.                                  | Recurrente            |                       |
| Alberto Anchart     | Antóine.                                                   | Principal             | Cameo                 |
| China Suárez        | Paz Alcántara.                                             | Recurrente            | Invitada              |
| Gerardo Chendo      | Claudio Paul Bonilla.                                      | Recurrente            | Antagonista Principal |
| Maida Andrenacci    | Valentina Esquivel.                                        | Recurrente            | Principal             |
| Alejo García Pintos | Evaristo Carlos Palavecino.                                | Invitado              | Principal             |
| Brenda Gandini      | Olivia Fritzenwalden.                                      |                       | Principal             |
| Catalina Artusi     | Marina.                                                    |                       | Recurrente            |
| Claudia Lapacó      | Condesa Ana de la Hoya viuda de Calderón.                  |                       | Recurrente            |
| Camila Bordonaba    | Paloma Mónaco / Julieta Mónaco.                            | Antagonista           |                       |
| Dolores Sarmiento   | María Klinger.                                             |                       | Recurrente            |
| Mirta Wons          | María Betina "Beba" Torres Oviedo.                         | Recurrente            |                       |
| Micol Estévez       | Dominique.                                                 | Recurrente            |                       |
| Pablo Heredia       | Pedro Lencina.                                             | Antagonista           |                       |
| Adriana Ferrer      | Violeta.                                                   | Recurrente            | Recurrente            |
| Silvia Balcells     | Directora Ethel Domenech.                                  | Recurrente            | Recurrente            |
| Anahí Martella      | Amalia.                                                    | Recurrente            | Cameo                 |
| Carlos Kaspar       | Óscar Van Beethoven                                        | Recurrente            | Cameo                 |
| Victoria Aragón     | Sandra Espinosa                                            | Recurrente            | Recurrente            |
| Daniel Miglioranza  | Rosenbauer                                                 | Recurrente            |                       |
| Daniel Miglioranza  | Cirujano plástico                                          |                       | Invitado              |
| Helena Jíos         | Gabriela Servidio                                          | Invitada              | Invitada              |
| Alfredo Alessandro  | Hermenegildo Oliveira Paso                                 | Invitado              | Recurrente            |
| Gustavo Bonfigli    | Padre Wolfgang France                                      | Recurrente            |                       |
| Gustavo Bonfigli    | Doctor Grinberg                                            |                       | Recurrente            |

### Participaciones
- Isabel Sarli como Coca Torres Oviedo (primera temporada).
- Emilia Mazer como Margarita Valente (segunda temporada).
- Felipe Colombo Eguía como Miguel "Micky" Rojas Guerra, exnovio de la primera novia de Franco (primera temporada).[55]
- Gastón Soffritti como Santiago "Tiago" Espinoza, chico del internado de huérfanos (segunda temporada).
- Carolina Pampillo como Laura (primera temporada).
- Paula Morales como Silvina (segunda temporada).
- Gabriel Gallicchio como Lucas (segunda temporada).
- Luciana González Costa como Carla, ladrona que se juntaba con Franco (segunda temporada).
- Mario Pergolini como Dios (Final de la primera temporada).
- Piru Sáez como Piru (primera temporada).
- Gastón Dalmau como Joaquín "Joaco" (segunda temporada).
- Candela Vetrano como Guillermina (segunda temporada).
- María Fernanda Neil como Jazmín (primera temporada).
- Jenny Williams como Jimena (primera temporada).
- Guido Kaczka como Alejandro "Ale" (primera temporada).
- Nicole Luis como Luz (segunda temporada).
- Delfina Varni como Victoria (primera temporada).
- Agustina Palma como Bárbara (segunda temporada).
- Victorio D'Alessandro como Fabián (segunda temporada).
- Norberto Díaz como Eduardo Fazzarino (primera temporada).
- Germán Kraus como Carlos Fazzarino (primera temporada).
- Federico Olivera como Segundo Tarragón de la Hoya (segunda temporada).
- Diego Olivera como Facundo Velasco, empresario que trabaja en la empresa familiar de los hermanos Fritzenwalden (primera temporada).
- Esteban Meloni como Ariel, uno de los novios de Flor (primera temporada).
- Jorge Maggio como Julián Martínez, conoce a Clara y su padre fue dueño del galpón (primera temporada).
- Inés Palombo como Alana Herrera, monja que conoce Sofía (primera temporada).
- Julia Calvo como Marta (segunda temporada).
- Diego García como Chucky (primera temporada).
- Giselle Bonaffino como Isolinda Van Beethoven, sobrina de Greta (segunda temporada).
- Guido Pennelli como Axel (segunda temporada).
- Geraldine Visciglio como María del Carmen (primera temporada).
- Franco Rau como Ramiro Fritzenwalden (primera temporada).
- Mauricio Navarro como Gonzalo, exnovio de Amelia (primera temporada).
- Antonio Caride como Raúl Medina, padre de Bata (primera temporada).
- Gustavo Guillén como Carlos "Cacho", primo de Bata (primera temporada).
- Irene Goldszer como Mirta, una de las novias que tuvo Nicolás (primera temporada).
- Ezequiel Abeijón como Bernardo "Bernie", uno de los novios que tuvo Olivia (segunda temporada).
- Mercedes Funes como Miranda, abogada que conoce Máximo (segunda temporada)
- Verónica Pelaccini como Mercedes, tiene un hijo de Facundo (primera temporada).
- Paula Kohan como Sol (segunda temporada).
- Carlos Manuel Vesga como Pipo, conoce a Bata y Sofía (primera temporada).
- Mauro Dolce como Max "Pipa" Fritzenwalden (primera temporada).
- Gastón Ricaud como Maximiliano Stoffa, otro novio que tuvo Flor (primera temporada).
- Gerónimo Rauch como Gero, profesor de piano de Maia (primera temporada).
- Christian Sancho como Gonzalo "Gonza" (primera temporada).
- Ezequiel Castaño como Pirata, uno de los novios de Maia (primera temporada).
- Alfonso Burgos como Rolando "Rolo" Herrera (primera temporada).
- Gabriela Vaca Guzmán como Wendy, otra de las novias que tuvo Nicolás (primera temporada).
- Silvia Trawier como Pancha García / Moncha (algunos capítulos de la primera temporada y segunda temporada).
- Lucas Merayo como Patricio "Pato" (segunda temporada).
- Marcelo Serre como Poncella, Malala le conoce a raíz de su difunto esposo (primera temporada).
- Alex Benn como Mateo Calderón, padre biológico de Franco (segunda temporada).
- Coni Marino como Julia Guerrero, madre biológica de Franco (segunda temporada).
- Miguel Ángel Rodríguez como Sacerdote (segunda temporada).
- Marcelo Alfaro como Padre de Olivia (segunda temporada).
- Silvina Bosco como Madre de Olivia (segunda temporada).
- Esmeralda Mitre como Lucía Warner, primera novia de Franco (primera temporada).
- Elena Roger como Mora (primera temporada).
- Patricia Castell como Helena "Helenita", secretaria de la empresa Fritzenwalden (primera temporada).
- Omar Calicchio como Ricardo "Rick", organizador de bodas (primera temporada).
- Vivian El Jaber como Yvonne (segunda temporada).
- Mariana Richaudeau como Camila Acosta (segunda temporada).
- Eva Adanaylo como Celeste, mujer que trabaja en prisión (segunda temporada).
- Gustavo Mac Lennan como Juez de la corte en el juicio a las chicas Santillán (segunda temporada).
- Alejandro Magnone como el cocinero del internado de huérfanos (segunda temporada).
- Enrique Barris como Eugenio Saldívar, abogado de Malala (primera temporada).
- Ricardo Puente como Fernando, representante de la banda Bananas verdes (primera temporada).
- Matias Fuentes Sánchez como Pablo García (primera temporada).
- Ronnie Arias como Antonio "Tony", conductor de un programa de televisión (primera temporada).
- Ana María Giunta como Alelí, presa (primera temporada).
- Irene Almus como Mercedes "Mecha", madre de Ariel (primera temporada).[56]
- Solange Verina como Pía (primera temporada).
- Daniela Nirenberg como Agustina (primera temporada).
- Mambrú como Mambrú (primera temporada).
- Ángela Ragno como la modista de Krikoragán (primeros capítulos de la segunda temporada).
- Dani La Chepi (segunda temporada).
- Santiago Ramundo como Él mismo (segunda temporada).
- Camila Salazar como Micaela.
- Floppy Tesouro como Mandy (segunda temporada).
- Mariana Grossi como Rocío (segunda temporada).

## Producción y desarrollo

### Creación y concepto

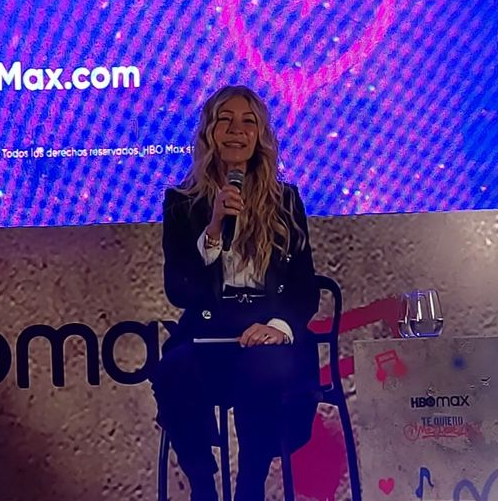
Cris Morena (fotografiada en 2023) productora y creadora de Floricienta, produjo y desarrolló la idea con el afán de tener una historia basada en una Cenicienta moderna.

La telenovela fue ideada por Cris Morena, escrita por Patricia Maldonado, Gabriela Fiore y Solange Keoleyan.Floricienta fue la primera ficción de De Giácomi producida a través de RGB Entertainment y emitida por Canal 13, distribuida por Telefe Internacional y Dori Media Group para el resto de los mercados de Europa Oriental.

Logo principal de la telenovela.

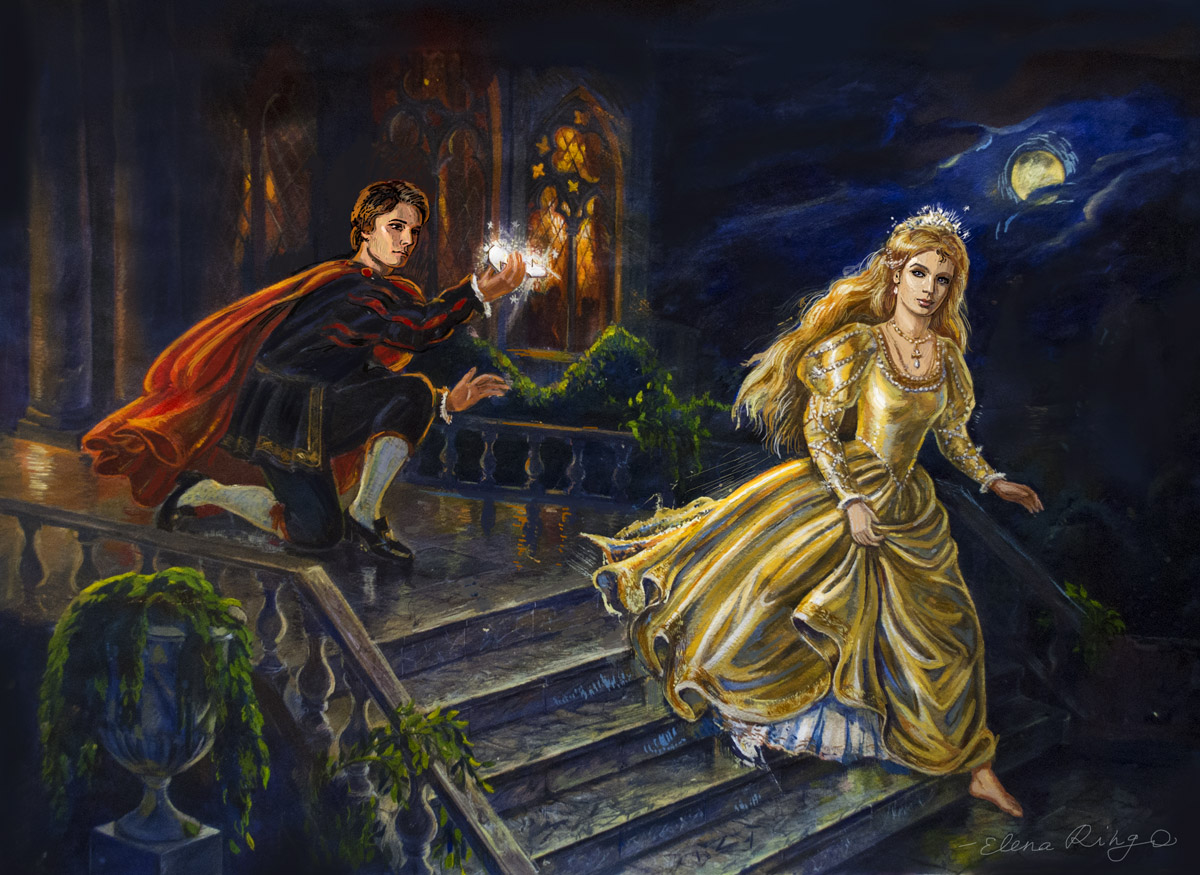
Ilustración de la Cenicienta de Elena Ringo. La versión del clásico cuento de hadas de La Cenicienta escrito por el francés Charles Perrault, fue la principal inspiración de Cris Morena en la creación de Floricienta.

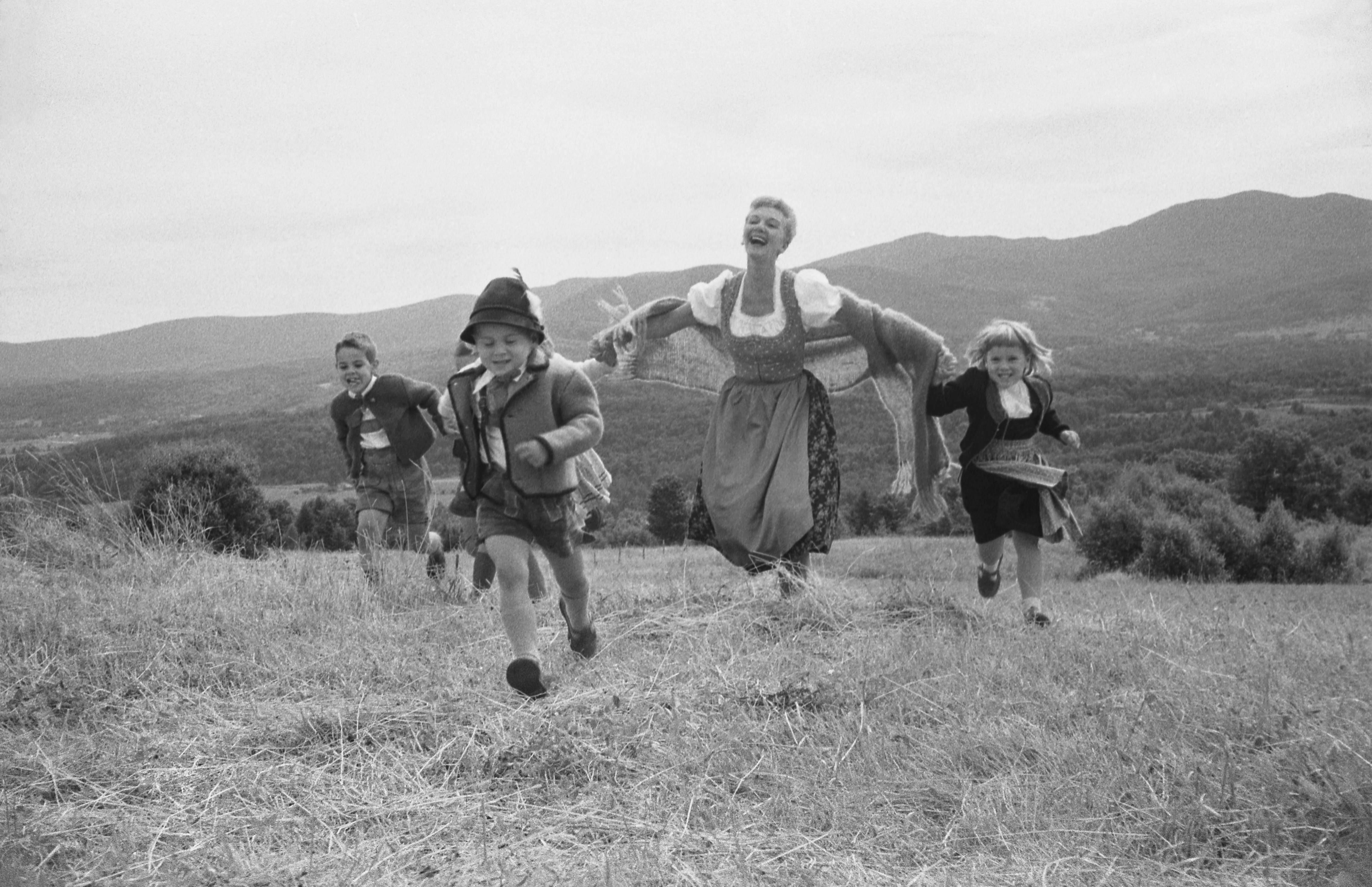
La famosa película The Sound Of Music de 1965, protagonizada por Julie Andrewstambién fue una de las inspiraciones de Cris Morena en su carrera como productora infantil y en la creación de sucesos como Chiquititas y Floricienta.

Su historia principal está basada en el clásico cuento de hadas infantil «La Cenicienta» («Cinderella», en países no hispanos) escrito por el francés Charles Perrault, a su vez, tiene grandes semejanzas con la exitosa película de culto dirigida por Robert Wise «The Sound Of Music» («Sonrisas y lágrimas» o «La novicia rebelde» en países de habla hispana).
El título «Floricienta» es una mezcla entre «Flor» (nombre y apodo del personaje principal de la historia, Florencia) y «Cenicienta». Su nombre internacional para países de habla inglesa es «Flinderella».
La trama central la típica novela rosa, donde la protagonista femenina que vive en la pobreza se enamora del chico rico, con temáticas para un público preescolar, infantil y juvenil, que a su vez, presenta grandes referencias a diversos cuentos de hadas.

### Rodaje, presentación y localizaciones de filmación

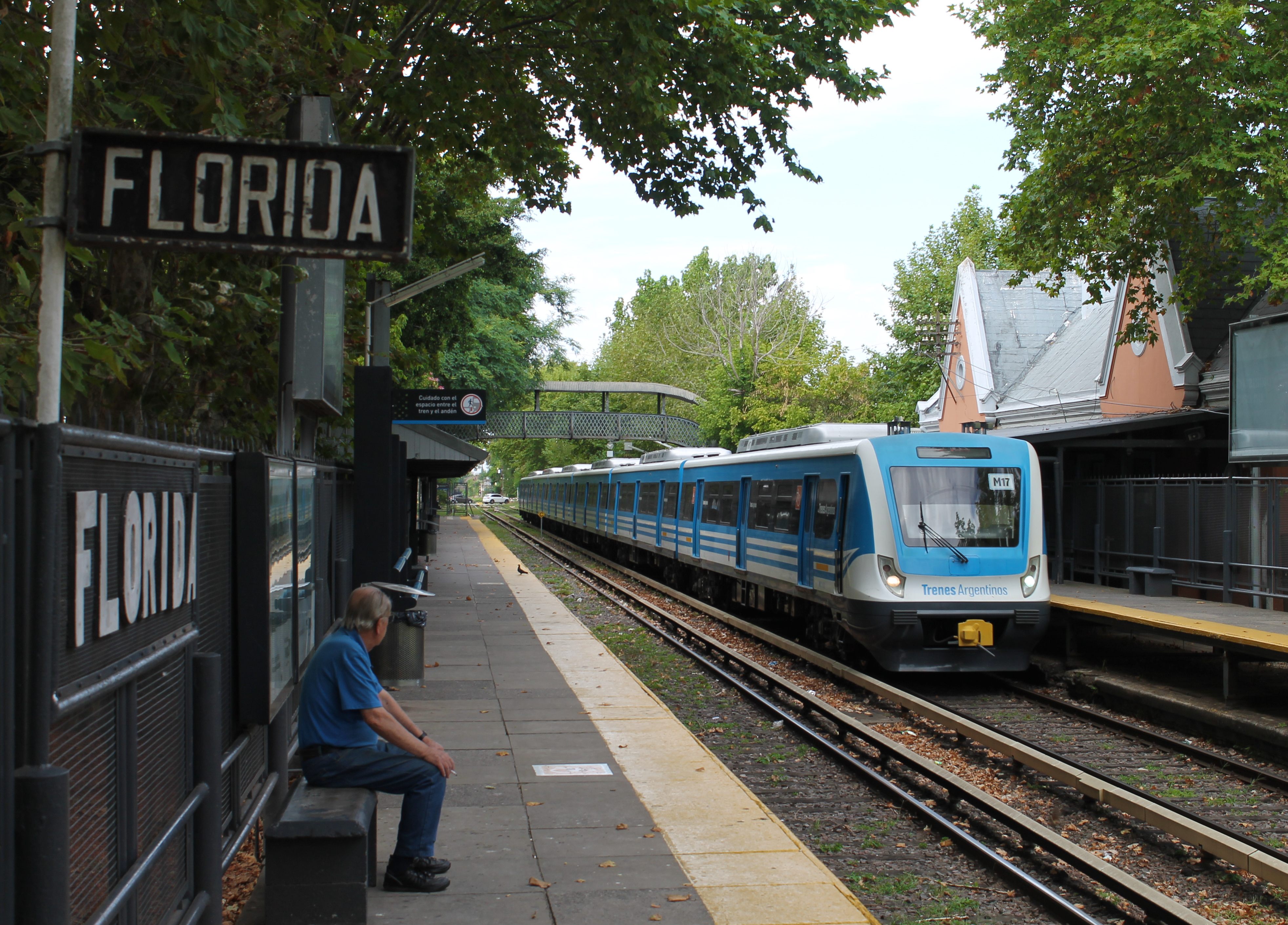
Estación Florida, Línea Mitre. La localidad de Florida ubicada en el Partido de Vicente López fue la principal localización de grabaciones de Floricienta.

El proyecto fue planeado y presentado por primera vez en diciembre de 2003,mientras que las grabaciones de Floricienta iniciaron oficialmente a mediados de enero de 2004, mientras que la segunda temporada comenzó a rodarse en diciembre de ese mismo año y posteriormente fueron retomadas a mediados de enero de 2005,siendo rodada y localizada principalmente en los barrios de Florida y Martínez, pertenecientes a los Partidos de San Isidro y Vicente López, Provincia de Buenos Aires, más precisamente en los Estudios Pampa, donde se filmaron las principales escenas de la tira y sus elementos característicos, aunque también buena parte de las escenas fueron grabadas en las calles de Buenos Aires. Además, está ambientada en el barrio porteño de Belgrano. 
En marzo de 2004, se llevó a cabo la presentación oficial de Floricienta en el Four Seasons Hotel de Buenos Aires a fin de promocionar su lanzamiento formal en la televisión, dónde además de entrevistas y ruedas de prensa a sus protagonistas fueron interpretadas por primera vez en vivo las canciones que formarían parte de su banda sonora.
La tira se dirige al público infantil, juvenil y familiar, combinando romance, comedia, humor, drama, fantasía y musical. La mansión Fritzenwalden, localizada en el barrio de Florida y ubicada en las cercanías de la estación del Ferrocarril Mitre, donde se filmaban las escenas de entrada, asimismo, considerada un museo para los aficionados del programa.

### Vestuario
El vestuario de los personajes principales no es oprimido, sino que se caracteriza por ser más bien libre y colorido, llevan ropas cotidianas, no hay temáticas fantásticas, pero siempre todos los personajes están en las mismas tonalidades. Por ejemplo: La antagonista como Malala, se caracteriza por siempre estar de negro y tonalidades oscuras, su único color. El personaje principal siempre está muy suelto, colorido, mostrando el vestuario que muestra y presenta a la salvadora de la historia, la alegre que va a hacer divertir a los niños. Otro de los casos particulares de vestuario el estereotipo de gente con estatus social en ascenso; empresarios, abogados y el hombres con utilización de trajes sobrios, corbata y zapatos lustrados y al final, usan pantalones de colores.

### Música
La mayoría de las canciones de la tira están acompañadas por bailes y coreografías donde cada uno muestra a su personaje. Floricienta tiene temas de ella, pero en su mayoría las letras son tristes, donde la protagonista narra la soledad en la que vive, que no encuentra a su amor y que desea encontrar la felicidad, a su vez que apertura con otros personajes mucho más alegres (Línea de muestra: «Pero no vino nunca, no llegó y yo jamás sabré lo que pasó» —«Te siento en ese beso que no fue, te siento en las ausencias, te siento en los escombros de este amor que me llenó de pena»—). Además, algo particular es que ella tiene una banda musical con otro grupo de jóvenes, ahí la mayor parte de sus letras tratan sobre amor, alegría y amistad (Línea de muestra: «Es mi corazón que se muere por tenerte a vos» —«Todo lo mío es compartido, todo lo mío son mis amigos».—) Composición y dirección musical y vocal: Cris Morena, Carlos Nilson y Willie Lorenzo. Otras voces: Claudio Ledda y Florencia Ciarlo. 

### Escenografía
La historia de Floricienta se desarrolla en escenarios abiertos y coloridos; la protagonista trabajaba con espacios abiertos, se muestra el escenario principal de la trama, una casa de ricos estilo mansión, muy cálida, donde los cuartos son compartidos por empleados, hermanos o parejas. Se muestra el barrio humilde y carenciado de Buenos Aires, el galpón donde ensaya la banda, la peluquería, el patio donde se encontraban el árbol mágico de la protagonista y sus alrededores. 

### Apertura y cierre
El tema de apertura durante la emisión de su primera temporada en 2004 fue «Floricienta (1,2,3)», compuesto por Cris Morena, Willie Lorenzo y Carlos Nilson. Fue interpretado por Florencia Bertotti, siendo también la canción de apertura de los shows de las giras Floricienta: en el Gran Rex y Tour de los Sueños. El videoclip y apertura de la serie muestra a Bertotti interpretando la canción junto con el elenco bailando la coreografía de la misma. El video combina imágenes digitales, animación y efectos especiales. Durante la segunda temporada emitida en 2005, fue utilizado como tema de apertura «Corazones al viento», también interpretado por Bertotti. Para el cierre de ambas temporadas se utilizaron diferentes canciones de la serie, además de sus versiones en karaoke.

## Productos

### Bandas sonoras
Tras el éxito de la telenovela y su banda sonora se lanzaron nueve discos musicales y en versión DVD con numerosos especiales y vídeos musicales.

### Discos

#### Álbumes de estudio
- Floricienta y su banda (2004).
- Floricienta (2005).

#### Álbumes en vivo
- Floricienta en vivo - Teatro Gran Rex 2005 (lanzado en 2023).

#### Álbumes de karaoke
- Karaoke 2004: Floricienta.
- Floricienta Karaoke 2005.

#### EPs
- Floricienta - Temas inéditos - Teatro 2005.

#### Álbumes recopilatorios
- Floricienta: Especial Navidad (2005).
- Floricienta: Grandes éxitos exclusivo en México (2007).
- Floricienta: Grandes éxitos (2017).

### DVD
- Floricienta en el Teatro (DVD y VHS) (2004).
- Floricienta: Gran Rex 2005, Princesa de la Terraza (y VHS) (2005).
- Floricienta: temporada 1 (6 packs de DVD, exclusivo de venta en España).
- Floricienta: la serie completa parte 1 y 2 (pack con 18 DVD cada uno editados en España).
- Floricienta: temporada 1 (doblada a griego para países de región Balcánica).

### Merchandising

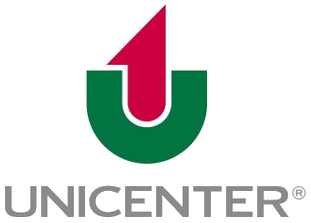
Unicenter Shopping fue el principal distribuidor de los productos de Floricienta a nivel nacional.

Tras el éxito de la telenovela, se desarrolló y lanzó, con un enorme éxito en ventas, en Argentina, Latinoamérica e Israel entre 2004 y 2007 y algunos países de Europa entre 2008 y 2011 (destacan Francia e Italia) una extensa gama de productos con la imagen de Floricienta, dirigidos a niños, niñas y preadolescentes, que sumó más de 200 productos licenciados en diferentes categorías tales como juguetes, bicicletas, artículos escolares, mochilas, remeras, camisetas, bolsos, platos, tazas, carpetas, revistas, libros infantiles, stickers, pósteres, postales, muñecas, álbumes de cromos, ropa, zapatillas, lapiceras, cosméticos, perfumes, agendas hasta manzanas, entre otros. Se instalaron stands de merchandising que se encargaron de distribuir los productos en Abasto Shopping, Alto Avellaneda y Unicenter Shopping en Buenos Aires, Córdoba y Rosario.
Considerada como una marca, el éxito de la serie dejó importantes recaudaciones a nivel nacional e internacional a través de las ventas de los productos relacionados, tanto así que, en 2004, se reportó que las ganancias generadas por la franquicia recaudaron más de $4 millones por mes. Floricienta se convirtió en la marca de licencias dirigida al público infantil y juvenil más grande de Argentina entre 2004 y mediados de 2007, siendo superada posteriormente por Patito feo (2007 - 2011), Violetta (2012 - 2015) y Soy Luna (2016 - 2018).

## Especiales
Debido a su éxito, la telenovela también comprende diversos especiales realizados para televisión que se produjeron en sus años de emisión.

### Especiales de televisión
- Floricienta: Especial de tus sueños.
- Floricienta: Especial en Vélez (2004 - 2005).
- Floricienta: Tour de los Sueños (2006).
- Floricienta: Tour de los Sueños en México (2007).
- Floricienta: Especial día de San Valentín.
- Floricienta: El especial donde los sueños se hacen realidad (Backstage del Gran Rex 2005)
- Floricienta: Especial en Mini Pulsaciones.
- Floricienta: Especial 100 programas primera temporada.
- Floricienta: Especial 300 programas.
- Floricienta: Especial bloopers.
- Especial: Lo mejor de Floricienta (2005)[82]
- Especial: el día de la boda: Se trató sobre la boda del Conde Máximo Augusto Calderón de la Hoya y Florencia Santillán. Este programa se realizó en vivo el 2 de diciembre de 2005 en el Hipódromo de San Isidro en Buenos Aires, con un público de aproximadamente 30.000 espectadores, que acudieron a la grabación de la boda para ser testigos y participantes del capítulo final junto al elenco de la telenovela en una ceremonia nupcial al estilo de cuentos de hadas.
- Esquina de los besos: Un programa temático de la telenovela. Transmitido semanalmente en Venezuela cada sábado en dónde presentaban reportajes, biografías y concursos, en relación con la primera temporada. Fue un programa de interacción con público asistente y fanáticos de la serie.
- Floricienta: La historia: (también llamado Floricienta: Especial 10 años) fue un documental producido y emitido por la cadena YupsTV en el año 2013, en el que sus protagonistas recuerdan la historia y anécdotas sobre la grabación de la exitosa telenovela realizado como motivo de celebración a diez años de su primera emisión el 15 de marzo de 2004.[83]

## Emisión y recepción
Después de crear sucesos como Chiquititas (1995 - 2001), Verano del 98 (1998 - 2000) y Rebelde Way (2002 - 2003), Cris Morena volvió a sorprender a la audiencia con Floricienta, una adaptación moderna de la obra clásica «La Cenicienta», que fue su mayor éxito en audiencia, bandas sonoras, merchandising y giras musicales desde la cuarta temporada de Chiquititas en 1998 y su mayor éxito a nivel internacional junto con Rebelde (adaptación mexicana de Rebelde Way).

### Audiencia

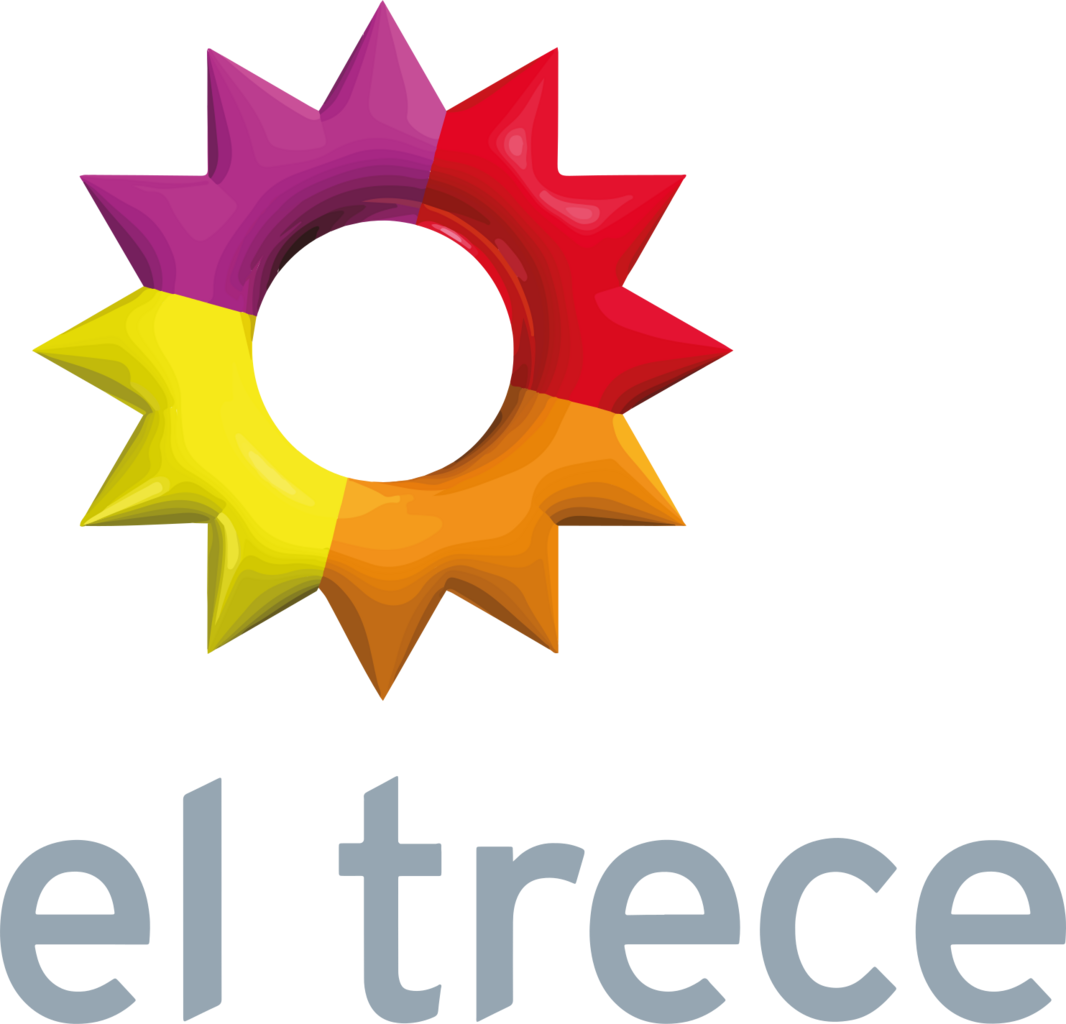
Floricienta fue la primera producción de Cris Morena Group desarrollada para Artear y emitida a través de Canal 13.

Floricienta batió récords de audiencia dado el género durante sus dos temporadas en Canal 13 obteniendo un promedio final de 15,8 puntos de índice de audiencia. En 2004, en su primera temporada al aire alcanzó un promedio total de 17,4 puntos de índice de audiencia en 175 emisiones. Por otro lado, la segunda temporada emitida por la misma cadena en el año 2005 promedió 14,3 puntos bajando 3 puntos respecto de la primera temporada.Floricienta le permitió al canal liderar ampliamente la franja horaria de la tarde y sacar buenas diferencias para ganar sus días de emisión, superando ampliamente a su principal competidora Frecuencia 04, quien se mantenía siempre por debajo en rating.
La serie obtuvo buenos resultados desde su estreno el 15 de marzo de 2004, comenzando con una moderada y estable marca de audiencia en su primer semana de emisión, midiendo 13,3 puntos de índice de audiencia y picos que superaron los 14 puntos en su episodio piloto, liderando su franja horaria contra su competidor directo Ecomoda de Telefe; mientras que su mejor marca la logró en el capítulo 172 de la primera temporada con 27,8 puntos y picos de hasta 30,midiendo incluso más que el capítulo final de esa misma temporada,el viernes 19 de noviembre de 2004, cuyo índice de audiencia fue 24,3 y picos de 26 puntos de índice de audiencia,lo que significó un récord histórico para el canal dado el horario y debido a que se trataba de un programa infantil-juvenil, siendo de esta forma el programa tragamonedas vespertino mejor calificado en la historia de Canal 13 y el mayor éxito de De Giácomi producido en su historia,superando incluso los índices de audiencia de la cuarta temporada de Chiquititas en 1998.Por otro lado, la peor marca se vio una semana después del estreno, el 25 de marzo de 2004 al cosechar 8,9 puntos de índice de audiencia.El primer capítulo de la segunda temporada se emitió el lunes 14 de marzo de 2005 a las 19:00 horas y promedió 16,9 puntos, siendo el tercer debut de Cris Morena más visto en su historia, después de Amor mío (2005) y Alma pirata (2006).Pese a las críticas por el trágico desenlace de la primera temporada, la segunda continuó siendo muy popular.El final de la serie que se grabó en vivo en el Hipódromo de San Isidro fue un éxito, ante una audiencia de más de 30.000 personasy promedió 22,1 puntos con picos de hasta 25 en el prime time. Floricienta se convirtió en el programa vespertino más visto y exitoso en la historia de Canal 13, consagrándose como el programa de la tarde más visto de Argentina entre 2004 y 2005logrando posicionarse en varias oportunidades como uno de los cinco programas más vistos de la televisión argentina en 2004, detrás de Los Roldán (Telefe), Videomatch (Telefe), Padre Coraje (Canal 13) y La Niñera (Telefe) y obteniendo picos de audiencia muy similares a los de los programas nocturnos.
En diciembre de 2004, Disney Channel comenzó a difundir el programa para toda América Latina a través del Zapping Zone, donde también se emitieron programas especiales exclusivos de la cadena.
En diciembre de 2008, Canal 13 volvió a emitir la ficción durante un breve periodo de tiempo en reemplazo de Patito feo, que había finalizado sus emisiones tras dos años al aire. Salieron al aire 71 episodios, entre el 8 de diciembre de 2008 y el 13 de abril de 2009 a las 17.30 horas, obligando a adelantar su final y siendo retirada de la programación por baja audiencia, promediando 6,8 puntos.

En 2012, la cadena Telefe -principal competidor de Canal 13- adquiere Floricienta en su totalidad y se hace poseedora de los derechos de emisión de la misma, lo que incluyó la transmisión de manera completa de sus dos temporadas producidas, la emisión de sus especiales y el relanzamiento de su banda sonora, álbum de figuritas y merchandising.

Años más tarde, en 2012, la serie cruzó de vereda y pasó a la pantalla de Telefe.El canal la programó de lunes a viernes a las 18.45 horas, debutando oficialmente en pantalla el 1 de marzo de 2012, arrasando en audiencia y logrando liderar en varias oportunidades su franja horaria.Al cabo de meses de emisión, Floricienta marcó 10,9 puntos de rating promedio.
En abril de 2020, dada la crisis en el sector actoral argentino por la paulatina suspensión de la ficción nacional debido a la cuarentena por la Pandemia de COVID-19 y en el marco de los festejos por los 30 años del canal, Telefe repuso al aire el primer capítulo de sus ficciones más exitosas con el fin de compensar a la audiencia la escasez de producción. Dado esto, en mayo de 2020, el canal anunció la repetición y el regreso de Floricienta a su programación en su horario habitual de las 18 horas.Tras meses de promoción y con el temor de no cumplir con las expectativas de audiencia,-se debe a los bajos números de audiencia que obtuvo la reposición del primer episodio de Casi ángeles el lunes 27 de abril de 2020 en el prime time, donde su rating fue de 6,2 puntos-la vuelta al aire se dio finalmente el 24 de agosto, con un promedio de 14,6 puntos de rating, y picos por arriba de los 16 (55,2% de share medio, 62,2% de pico),quedando segunda en el día, a solo una décima del primer lugar. Esta marca fue unas de las más altas del año en la televisión de Argentina, superando incluso las mediciones de los programas emitidos en el prime time en la temporada televisiva 2020. Los 14,6 del primer programa repetido de Floricienta superan el promedio de la segunda temporada emitida en 2005 (14,3) y del primer capítulo repetido por Telefe en 2012, (10,9). Sorpresivamente, el número se acercó bastante al estreno original por Canal 13, emitido en 2004, cuyo índice de audiencia fue de 17,4 puntos.

### Crítica y análisis
El programa recibió críticas generalmente positivas y elogios por parte de los medios. La crítica alabó la producción, la edición, la historia, los guiones, el ritmo musical y el desempeño del elenco, principalmente a Florencia Bertotti.Tras brindar críticas generalmente negativas desde 1991, el diario Clarín, en su primer guiño positivo a una de las producciones de De Giácomi, calificó al programa como "muy bueno" y señaló que: «lo que Cris declaró es cierto: Floricienta no es mucho mejor que todas sus otras sagas infantiles y juveniles que se emitieron anteriormente. Sin embargo, con ese poco logró conquistar no solo al público, sino a la prensa». La opinión pública elogió el desempeño actoral, la nitidez de la historia, la gracia y encanto de la protagonista y el ritmo en el que se acelera y desacelera la trama.Por su parte, Página/12 elogió el formato musical del programa señalando: «Floricienta, en música y letra, es la defensa enérgica de la repetición seriada, la insistencia sobre un modelo televisivo que siempre aportará a un adolescente retro: romántico, baladista, al borde del abismo pero rescatado justo a tiempo».Por otro lado, La Nación, que siempre se mostró generalmente positivo a las producciones de Cris Morena, también calificó al programa como "muy bueno" elogiando la producción y a los actores, principalmente el carisma y la comedia de Bertotti.

### Emisión y éxito internacional

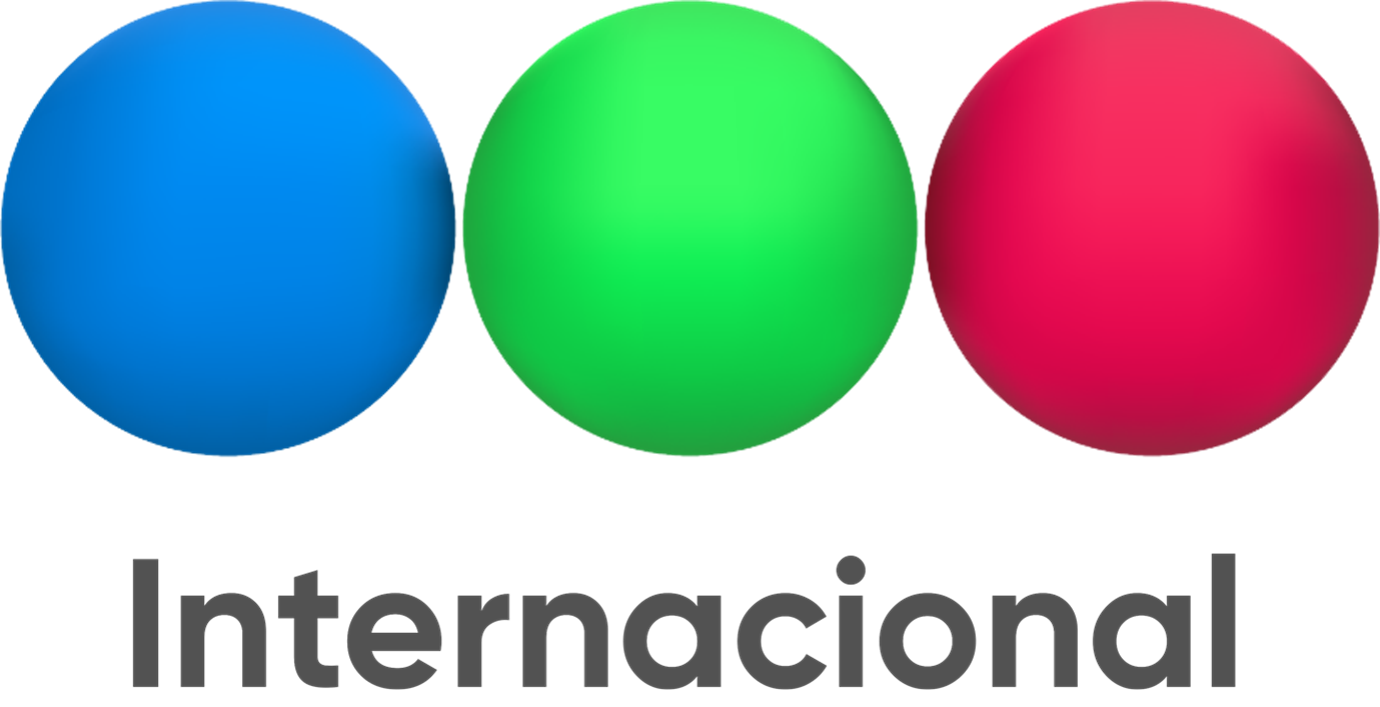
En 2004, Cris Morena exportó los derechos de transmisión de Floricienta en más de 40 países de América Latina, Europa y Medio Oriente principalmente a través de Telefe Internacional, mientras que la empresa Dori Media Distribution se encargó de su distribución para el resto de los mercados de Europa del Este.

Tras su emisión en Argentina por Canal 13, Floricienta fue transmitida en más de 40 países de América Latina, Europa y Oriente Medio como Flinderella (Floricienta) - título oficial para los respectivos países de habla inglesa que adquirieron la franquicia y traducida en diversos idiomas (Φλορισιέντα, μία σύγχρονη Σταχτοπούτα, Grecia y Chipre; פלוריסיינטה, Israel; Csacska angyal, Hungría; Flor, speciale como te, Francia e Italia; Pelenės istorija, Lituania; Флорисиента, Macedonia del Norte; Флорисьента, Rusia; Флорісьєнта, Ucrania, etc)-por canales de aire y cable, entre los que se destacaron las cadenas internacionales Disney Channel, Jetix y Cartoon Network, destacando en audiencia en todos los países donde se emitió y logrando una buena aceptación del público, presentando un fenómeno global para niños y preadolescentes de diferentes partes del mundo.
En Uruguay, fue emitida por Teledoce quien transmitió ambas temporadas, destacando en audiencia y generando un buen interés en el público, principalmente entre los niños y jóvenes.
En América Latina su principal emisora fue Disney Channel entre 2004 y 2007 donde logró ser tan popular como las series estadounidenses Lizzie McGuire (2001 - 2004), That's So Raven (2003 - 2007), Life with Derek (2005 - 2009), The Suite Life of Zack & Cody (2005 - 2008) o Hannah Montana (2006 - 2011),destacando en audiencias en países tales como Perú, México, Bolivia, Colombia, Ecuador, Venezuela, Chile, Guatemala, Costa Rica, El Salvador, República Dominicana, Panamá, Honduras, Nicaragua entre otros.En Bolivia, fue transmitida a través de la emisora Uno, donde se emitieron ambas temporadas de forma completa y lideró ampliamente su franja horaria con una cuota promedio de audiencia de 24,9%.
Fuera del continente, destaca principalmente Israel, donde fue emitida a través de las cadenas Fox Kids (posteriormente renombrado Jetix) y VIVA, donde obtuvo una óptima recepción y fue el único país fuera de Latinoamérica donde se llevaron a cabo con gran éxito espectáculos musicales del programa.
En España, Floricienta llegó por primera vez en 2006 a través de Disney Channel, Sony Channel, TVE y La 2.Fue repuesta por Disney Channel en 2008 y posteriormente, durante un breve periodo de tiempo en 2013.
En Portugal fue transmitida a través de Disney Channel,mientras que en Francia, Italia y otros países de Europa central y Europa Occidental fue comprada por Turner Broadcasting System de Warner Bros. Discovery EMEA para ser presentada entre 2008 hasta 2011 a través de Cartoon Network y Boing bajo el nombre de Flor, speciale como te (Flor, especial como tú en sus respectivas traducciones), así como en las diferentes cadenas locales de Hungría, Turquía, Ucrania, Macedonia del Norte, Polonia, Rusia, Serbia, Filipinas, Malasia, Lituania, Grecia, Kosovo, Albania, Chipre o Rumania, entre otros paíseslogrando finalmente destacar en audiencia y consiguiendo nuevamente una buena aceptación del público en la región, posicionándose como la segunda producción infantil más vista, superando a series estadounidenses como ICarly (Nickelodeon) y superada por Patito feo (Disney Channel).

### Impacto e influencia en Latinoamérica

Disney Channel fue por excelencia la principal emisora de Floricienta a nivel internacional, popularizando la franquicia de manera masiva en América Latina y España entre 2004 y 2008.

La repercusión inmediata que tuvo Floricienta en el exterior y la buena aceptación por parte del público en Disney Channel en países hispanos entre 2004 y 2007, se vio reflejada en los altos índices de audiencia y las giras internacionales,consagrándose como una de las «series latinoamericanas más vistas de los años 2000» donde además de emitirse sus dos temporadas de manera completa y resúmenes semanales, se emitieron las promociones de sus discos, DVD, videoclips, espectáculos teatrales, concursos y merchandising, además de especiales televisivos exclusivos del canal.El fenómeno generado por Floricienta en el continente fue un punto de partida para Disney Channel Latinoamérica que continuó apostándole a las producciones latinoamericanas,motivo por el cual serviría de trampolín para la emisión de otras series de América Latina en la cadena, tales como Chiquititas (2006 - 2007)tan solo un año después, la que marcaría un hito en el canal y se convertiría en un suceso mundial, Patito feo (2007 - 2011),quien, a su vez, marcaría el triunfo e inauguración del género telenovela en la cadena y sería la responsable de la realización de sus propias producciones del mismo tipo.

## Giras musicales
Floricienta y sus bandas sonoras trascendieron las pantallas y ofrecieron con gran éxito obras de teatro en formato de musical en Argentina y espectáculos de conciertos con gran parte del elenco en muchos países de América Latina e Israel. 
A las cuatro giras musicales asistieron más de un millón de espectadores entre 2004 y 2007, con más de 100 funciones en el Teatro Gran Rex de Buenos Aires divididos en dos temporadas teatrales, 8 funciones en el Estadio Luna Park y 3 funciones en el Estadio Vélez Sarsfield, todos dentro de la Ciudad de Buenos Aires, así como diversas funciones en el interior del país.
Durante las giras, además de entrevistas y ruedas de prensa, se organizaron encuentros con aficionados, entrega de reconocimiento por compañías discográficas en varios países y entrevistas en programas de radio y televisión. La primera gira internacional terminó en 2005 con fechas por Argentina, Israel, Uruguay, Bolivia y Perú; tuvieron que reemplazar algunas fechas de la gira Floricienta: Princesa de la Terraza para realizar estos últimos conciertos.
La primera gira nacional inició en 2004 en el Teatro Gran Rexque contó con 60 funciones, 180.000 espectadores, 2 funciones en el Estadio José Amalfitani y sus fechas de gira en La Plata, Córdoba y Rosario.Mientras que la segunda contó con 55 funciones y consiguió 165.000 espectadores.
- 2004: Floricienta: en el Gran Rex (Posteriormente, renombrado Floricienta en Vivo Tour) (Aproximadamente 55 funciones para 165.000 espectadores[231]).
- 2005: Floricienta: Princesa de la Terraza Tour.
- 2006: Tour de los Sueños Latinoamérica.
- 2007: Tour de los Sueños México.

## Versión animada
El 5 de octubre de 2015, Cris Morena Group, el estudio de animación MundoLoco CGI y el canal de televisión infantil Discovery Kids cerraron un acuerdo para producir tres series infantiles, entre ellas, la adaptación animada de Floricienta.Los integrantes de dichas entidades hablaron en la feria MIPCOM de Cannes durante una conferencia, Carolina Lightcap la vicepresidenta ejecutiva y directora de contenido de Discovery, Inc. expresó su entusiasmo por trabajar con talentos creativos como Cris Morena y Juan José Campanella y declaró: «Este acuerdo sin precedentes refuerza el compromiso de Discovery Kids por expandir su oferta de contenido original».La productora Cris Morena y presidenta de Cris Morena Group anunció la serie animada en su cuenta de Twitter publicando dos tuits, el segundo con una pintura digital en la que se puede apreciar el diseño de Floricienta para la caricatura.Emocionada de trabajar en el desarrollo de la serie de dibujos animados junto con Discovery Kids, la productora comentó en conferencia que Floricienta «conserva toda la mística y esencia de la historia original, al tiempo que transporta al público a un nuevo universo animado, lleno de música y magia».Por otro lado, Juan José Campanella, cofundador de MundoLoco CGI y el productor ejecutivo del estudio Gastón Gorali también dieron declaraciones en la conferencia, Campanella dijo «Queremos hacer algo de verdadera calidad internacional, que no mire sólo dentro de nuestras fronteras, y que compita con los grandes» y su productor ejecutivo afirmó que ya terminaron los desarrollos de las series y armaron un equipo grande integrado por mucho talento latinoamericano, así como talento proveniente de Canadá, Estados Unidos y Francia.
A finales de noviembre de 2015, se dio a conocer que Leandro Calderone está trabajando en el guion de la adaptación animada de Floricienta y su producción comenzaría en marzo de 2016,no obstante, en enero de 2016, el diario Perfil informó que Floricienta y las otras dos series anunciadas ya están en etapa de producción.Cris Morena dio más detalles sobre las cinco Hadas que incluirá la serie,dijo que la novela de 2004, tenía un concepto abstracto de unas Hadas y en la serie de animación ese concepto fue reformulado, personificando a las Hadas con la apariencia de niñas simpáticas cuyos nombres son un juego de palabras que hacen referencia a las diferentes emociones de Floricienta.Morena comentó que las varitas de las hadas solo funcionarán en zonas donde hay señal de WiFi porque no son seres perfectos, según Morena «Queremos decirles a los chicos que todos tenemos errores y los podemos superar».Juan José Campanella por su lado contó su experiencia en el trabajo de animación, algo que les permite experimentar porque se pueden agregar elementos que, de otro modo, en una serie 2 no se aceptaría como válidos.Este proceso le está enseñando a tener paciencia ya que el equipo se maneja con tiempos diferentes, Campanella explica: «¡Quizás pasó una semana de trabajo y el personaje sólo pestañeó! Tuve que aprender a tener paciencia. Me gusta porque está libre de convenciones, hay cosas que se aceptan como reales, ahí podemos dejar volar la imaginación»,Campanella afirmó que las series animadas en las que trabaja no serán una continuación sino “una preconcepción de sus mundos” en cuanto a Floricienta dijo que ella será un poco más joven, según el director «En el caso de ‘Floricienta’ baja su edad, casi sería una precuela».El diario Perfil también informó que el productor ejecutivo de MundoLoco CGI se encuentra trabajando en 26 episodios de Floricienta con 22 minutos de duración cada uno.Gastón Gorali dijo que los guiones los redactan en inglés pues están siendo asesorados por la cadena de Discovery con residencia en Miami, cuentan con un equipo de 200 empleados y la creación de la serie animada es un trabajo en el que colaboran “artistas, técnicos, productores, actores y músicos” de todo el mundo.La animación está siendo desarrollada en capas, les permite depurar ideas y revisar el contenido durante el proceso, lo que abarata los costos de producción. Carolina Lightcap dijo que posiblemente les tomará hasta 2017 lanzar sus proyectos (incluyendo Floricienta) por los extensos que son los procesos creativos, pero esperan tenerlos listos en 2016.
Aunque algunos medios afirman erróneamente que Floricienta se estrenó en 2016,lo cierto es que, desde ese año, las novedades sobre el progreso de la serie infantil de Floricienta han sido muy escasas. En marzo de 2017 la web televisión.com.ar señaló que el desarrollo de la serie animada de Floricienta sigue activoy a finales de ese año un canal de YouTube publicó el primer adelanto.Actualmente se desconoce el estado de la producción de Floricienta o su fecha de estreno.

## Spin-off

### Margarita (2024)
El 26 de mayo de 2023 se dio a conocer que la productora Cris Morena, se encontraba ultimando detalles para la continuidad de la historia de Floricienta, que se centraría en la vida de la hija de Florencia Fazzarino Santillán y Máximo Augusto Calderón de la Hoya, llamada Margarita, con el fin de celebrar el vigésimo aniversario de la franquicia original.En octubre de 2023, Cris Morena Group y MADD Entertainment se encargaron oficialmente de la producción y distribución de la serie para el mercado nacional e internacional.La tira cuenta con los guiones de Leandro Calderone (Floricienta, Alma pirata, Casi Ángeles y Aliados). Los protagonistas principales de la telenovela original no serían parte de esta continuación, pero si se repetirían algunos actores del reparto original: Isabel Macedo y Graciela Stéfani repitiendo sus roles como Delfina y Malala, respectivamente.
El reparto juvenil se confirmó finalmente por Mora Bianchi, que interpreta a la protagonista del spin-off Margarita Calderón de la Hoya; Ramiro Spangenberg como Merlín; Mateo Belmonte como Rey; Lola Abraldes como Margarita/Daisy; Tomás Benítez como Pipe y Pilar Masse como Única. En el elenco de adultos se confirmaron las participaciones antagónicas de Isabel Macedo, Graciela Stéfani y Rafael Ferro, además de la participación de las primeras actrices María del Cerro, interpretando a Yamila Puentes y Julia Calvo, interpretando a Ada (ambas ex Casi Ángeles, otra producción de Cris Morena). 
Margarita se estrenó oficialmente el 2 de septiembre de 2024 en Argentina y Latinoamérica a través del servicio de streaming HBO Max.

## Ficha técnica
- Idea: Cris Morena.
- Música: Florencia Bertotti.
- Autores: Patricia Maldonado - Gabriela Fiore - Solange Keoleyan.
- Colaboración autoral: Gloria Leguizamon - Norberto Lewin - Walter Ferreyra Ramos.
- Coreografía: Marisa Divito.
- Escenografía: Laura Russo.
- Asesora de vestuario: Susana Pérez Amigo.
- Ambientación: Verónica Romero.
- Post-producción y clips: Mariano De María.
- Coordinación de producción: Fiorella Agostino.
- Dirección de exteriores: Mauro Scandolari.
- Dirección: Martín Mariani.
- Producción ejecutiva: Sofía Izaguirre.

## Premios y nominaciones
| Año  | Premio                | Categoría                                 | Candidato                  | Resultado |
| ---- | --------------------- | ----------------------------------------- | -------------------------- | --------- |
| 2004 | Premios Clarín        | Mejor ficción diaria de comedia.          | Floricienta                | Nominado  |
| 2004 | Premios Clarín        | Mejor infantil teatral.                   | Floricienta en el gran rex | Ganador   |
| 2005 | Premios Martín Fierro | Mejor telecomedia.                        | Floricienta                | Nominado  |
| 2005 | Premios Martín Fierro | Mejor actriz protagonista de telecomedia. | Florencia Bertotti         | Nominado  |
| 2005 | Premios Gardel        | Mejor álbum infantil.                     | Floricienta y su banda     | Ganador   |
| 2005 | Premio Grammy Latinos | Mejor álbum infantil.                     | Floricienta y su banda     | Nominado  |
| 2005 | Premios Clarín        | Mejor ficción diaria de comedia.          | Floricienta                | Nominado  |
| 2006 | Premios Martín Fierro | Mejor actriz protagonista de telecomedia. | Florencia Bertotti         | Nominado  |
| 2006 | Premios Gardel        | Mejor álbum infantil.                     | Floricienta 2              | Ganador   |

## Versiones
Cris Morena, a través de Telefe Internacional, exportó la tira a más de 40 países de Latinoamérica, Europa e Israel, mientras que vendió a otros 5 el formato, los cuales obtuvieron un éxito considerable en sus respectivos países lo cual incluía el guion, la música y también la forma de plasmar la historia en un producto televisivo. Dependiendo el país, el idioma y las culturas de los mismos, las adaptaciones incluyeron diversos cambios.En 2007, se planearon versiones para Estados Unidos, Rusia y Rumania pero la realización fueron canceladas. Se desconoce la razón por la que estas versiones fueron canceladas.

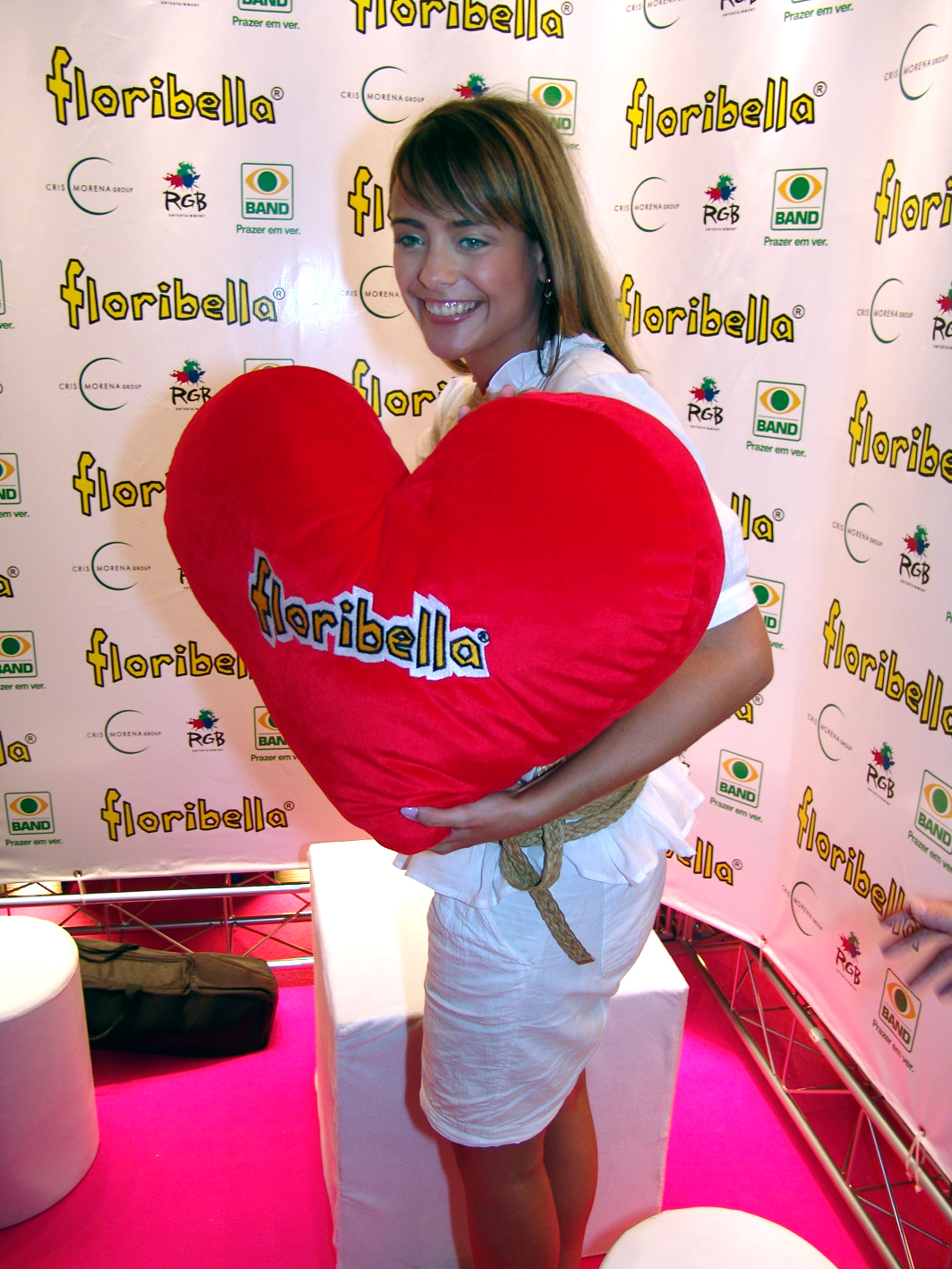
La actriz brasileña, Juliana Silveira (2005), se encargó de darle vida a Floribella, la versión realizada en Brasil.

| Año         | País     | Cadena                          | Nombre              |
| ----------- | -------- | ------------------------------- | ------------------- |
| 2005        | Brasil   | Band                            | Floribella          |
| 2006        | Chile    | TVN                             | Floribella          |
| 2006        | Colombia | Canal RCN                       | Floricienta         |
| 2006 - 2007 | Portugal | SIC/SIC Internacional (TV Cabo) | Floribella          |
| 2007        | México   | Canal 5                         | Lola, érase una vez |